# Gants tactiles
Ne doit pas être confondu avec Gant de données.
Les gants tactiles sont des gants spécialement conçus pour permettre aux utilisateurs d'écrans tactiles (téléphones, tablettes,...) d'utiliser leurs appareils sans à avoir besoin de les enlever. Ces gants sont dotés de capteurs au bout des doigts pour utiliser les appareils à écran tactile en gardant les mains au chaud. Ils fonctionnent grâce à la présence de fils conducteurs contenus et tressés dans le bout des doigts tactiles 